# Wilhelm Herrmann
Pour les articles homonymes, voir Willi Herrmann.
Johann Georg Wilhelm Herrmann (né le 6 décembre 1846 à Melkow ; † 2 janvier 1922 à Marbourg) est un théologien protestant allemand.

## Biographie
Wilhelm Herrmann (le Jeune) est le fils d'un pasteur. Il fréquente le lycée de Stendal puis étudie la théologie protestante à la Faculté de Halle. Au cours de l'hiver 1866 il devient secrétaire particulier d'August Tholuck, ce qui lui permit de bénéficier d'une bourse d'études. Il s'engage comme combattant volontaire dans la Guerre de 1870 puis, démobilisé, passe son premier certificat de théologie. L'année suivante, il trouve un emploi de précepteur à Unseburg (arrondissement de Wanzleben) et en 1874 est recruté comme professeur au lycée de Halle.
Il s'est consacré très tôt à la philosophie. Un conférencier de Halle et ex-secrétaire particulier de Tholuck, Maximilian Besser (de) (1844–1900), lui fait connaître le chef d’œuvre d'Albrecht Ritschl, La doctrine chrétienne de la Justification et du Pardon (1870–1874). Maximilian Besser, « esprit extraordinairement alerte » et ouvert à la nouveauté, selon l’Autobiographie de Ferdinand Kattenbusch (de) (1851–1935), aurait été le véritable représentant à Halle de l'école théologique de Ritschl.
Au début de l'année 1875, Herrmann termine ses examens de théologie et passe sa thèse d'habilitation, consacrée aux homélies de Grégoire de Nysse sur le Salut. Le 22 janvier 1875, dans la lettre par laquelle il adresse sa thèse à Ritschl, il écrit : « Depuis que je suis en contact étroit avec Besser, il n'a cessé de me renvoyer à vos écrits pour rompre le charme de mes cours de Halle, qui me comblaient et m'agaçaient à la fois. Me plonger dans votre oeuvre est la tâche scientifique que je me suis assignée. »
Herrmann démissionna en 1877 de sa chaire , pour exercer comme précepteur. Nommé professeur titulaire de théologie systématique à l'Université de Marbourg avec permission spéciale en 1879, il composa l'essentiel de son œuvre dans cet établissement et lui demeura fidèle, en dépit des multiples offres d'universités réputées. À Marbourg, il ne se borna pas à une activité strictement académique, mais occupait diverses fonctions administratives au sein de l'université : de 1881 à 1910, il fut « éphore » de l'institution boursière de Hesse. La faculté de théologie le choisit par six fois comme doyen (1882, 1889, 1894, 1901, 1906, 1914). Herrmann fut en outre recteur de l'université en 1890. À l'occasion de ses 70 ans, la Faculté de droit de l'université de Marbourg lui accorda le titre de docteur honoris causa, et en 1880 la faculté de philosophie fit de même. Herrmann bénéficiait déjà de la même distinction (Dr. legum) de l'Université de Chicago et de l'université de Christiana à Oslo (D. theol.).
De tous les étudiants de Ritschl, Hermann fut celui qui montra la plus grande originalité en théologie. Parti de la notion subjectiviste de religion, il aboutit a cette conclusion logique que seule importe la religion personnelle et que le concept d'Église est irrationnel, ou même antireligieux. La conscience est religieuse quand elle s'abandonne a ses besoins suprasensibles. L'Église se présente comme un code rigide ; elle ne peut que tuer ces aspirations. On s'efforcera donc de constituer un christianisme sans Église. Il inspira des penseurs aussi différents que Karl Barth (1886–1968), Rudolf Bultmann (1884–1976) et l'évêque suédois Einar Billing (de) (1871–1939).

## Écrits
- Die Religion im Verhältniß zum Welterkennen und zur Sittlichkeit, Niemeyer, Halle 1879; Nachdruck: Olms, Hildesheim 2005.
- Ethik, Spenner, Waltrop 2002